# Sarajevski nogometni podsavez
La Sarajevski nogometni podsavez fu la sottofederazione calcistica di Sarajevo, una delle 15 in cui era diviso il sistema calcistico del Regno di Jugoslavia.. La dicitura della sottofederazione veniva abbreviata in SNP.
Veniva chiamata anche semplicemente come Sarajevski podsavez.

## Storia
Il gioco del calcio arrivò in Bosnia ed Erzegovina all'inizio del XX secolo a Sarajevo (1903) e Mostar (1905). Successivamente si aggiunsero Banja Luka, Tuzla, Zenica e Bihać. Il paese era ancora sotto il dominio austro-ungarico e le prime competizioni ufficiali nacquero nel 1908, sebbene queste attività fossero limitate su piccola scala, all'interno di ciascun territorio.
La creazione del Regno dei Serbi, Croati e Sloveni, nel 1918, portò un aumento del numero dei campionati e presto venne organizzato un "campionato bosniaco" con la partecipazione dei campioni di Banja Luka e di Sarajevo. Nella primavera del 1920 venne creata la sottofederazione calcistica di Sarajevo (che non comprendeva Banja Luka), i cui vincitori si sarebbero qualificati al campionato nazionale jugoslavo.
La sottofederazione di Sarajevo cessò di esistere nel 1941, quando le potenze dell'Asse invasero il Regno di Jugoslavia ed il paese venne smembrato fra i vincitori, con la Bosnia passata sotto lo Stato Indipendente di Croazia. Dopo la fine della seconda guerra mondiale nacque la Jugoslavia socialista e le squadre delle sottofederazioni di Sarajevo e Banja Luka ricaddero sotto la neonata federazione della Repubblica Socialista di Bosnia ed Erzegovina.
Inoltre, le autorità comuniste sciolsero le 5 principali squadre di Sarajevo (SAŠK, Slavija, Đerzelez, Makabi e Hajduk) e da allora le principali squadre della capitale furono FK Sarajevo (nata nel 1946) e Željezničar (1921). SAŠK, Slavija e Đerzelez furono rifondate negli anni '90, dopo la dissoluzione della Jugoslavia, ma solo lo Slavija ha raggiunto risultati di rilievo.

## Albo d'oro
| Stagione | Vincitore     | Classifiche |
| -------- | ------------- | --- |
| 1920     | Hajduk SAŠK   | Estate: Hajduk 7, SAŠK 6, Slavija 4, Sarajevski 3, Barkohba 4 Autunno: SAŠK 5, Hajduk 4, Slavija 2, Sarajevski 1             |
| 1920-21  | non assegnato | Hajduk 10, SAŠK 10, Slavija 10, Sarajevski 6, Troja 3, Barkohba 2, Građanski 1                                               |
| 1921-22  | SAŠK          | SAŠK 10, Slavija 8, Hajduk 6, Sarajevski 0                                                                                   |
| 1922-23  | SAŠK          | SAŠK 16, Hajduk 9, Slavija 8, Sarajevski 4, Troja 3                                                                          |
| 1923-24  | SAŠK          | SAŠK 16, Hajduk 8, Sarajevski 4, Šparta 4, Slavija 2                                                                         |
| 1924-25  | SAŠK          | SAŠK 14, Sarajevski 8, Hajduk 8, Šparta 2, Troja 0                                                                           |
| 1925-26  | SAŠK          | SAŠK 11, Slavija 8, Hajduk 4, Sarajevski 2                                                                                   |
| 1926-27  | SAŠK          | SAŠK 11, Slavija 9, Hajduk 2, Željezničar 2                                                                                  |
| 1927-28  | SAŠK          | SAŠK 18, Slavija 18, Hajduk 8, Željezničar 8, Šparta 2, Olimpija 2                                                           |
| 1928-29  | Slavija       | Slavija 23, Hajduk 21, SAŠK 16, Željezničar 12, Osman 6, Borac 6, Olimpija 0                                                 |
| 1929-30  | Slavija       | Slavija 14, SAŠK 10, Hajduk 8, Željezničar 6, Borac 2                                                                        |
| 1930-31  | Sloga         | Sloga 11, Željezničar 6, Virtus Sjetlina 4, Hajduk 3                                                                         |
| 1931-32  | Slavija       | Slavija 18, SAŠK 12, Hajduk 11, Željezničar 10, Sloga 5, Hrasničar 3                                                         |
| 1932-33  | SAŠK          | SAŠK 16, Sloga 10, Hajduk 10, Željezničar 2, Jedinstvo 2                                                                     |
| 1933-34  | SAŠK          | SAŠK 12, Sloga 10, Hajduk 10, Željezničar 7, Igman Ilidža 1                                                                  |
| 1934-35  | SAŠK          | SAŠK 22, Hajduk 21, Sloga 14, Željezničar 8, Đerzelez 8, Hrasničar 6, Makabi 3                                               |
| 1935-36  | Slavija       | Slavija 16, SAŠK 14, Hajduk 13, Sloga 6, Željezničar 6, Đerzelez 5                                                           |
| 1936-37  | SAŠK          | SAŠK 14, Đerzelez 13, Hajduk 12, Sloga 9, Hrasničar 8, Željezničar 4                                                         |
| 1937-38  | SAŠK          | SAŠK 21, Hajduk 18, Đerzelez 16, Sloga 11, Petar Kočić 6, Željezničar 6, Hrasničar 5                                         |
| 1938-39  | SAŠK          | SAŠK 22, Hajduk 20, Sloga 16, Đerzelez 13, Željezničar 5, Petar Kočić 5, Makabi 4                                            |
| 1939-40  | Hajduk        | Hajduk 19, Željezničar 14, Đerzelez 12, Sloga 11, Hrasničar 4, Petar Kočić 0                                                 |
| 1940-41  | —             | Hajduk 10, Đerzelez 8, Željezničar 6, Sloga 4, Hrasničar 2, Pofalički Sarajevo 0 Campionato interrotto a causa della guerra. |

### Titoli per squadra
Nel 1920 sono stati assegnati due titoli.
| Squadra         | Vittorie | Anni vittorie                                                                      |
| --------------- | -------- | ---------------------------------------------------------------------------------- |
| SAŠK            | 14       | 1920, 1922, 1923, 1924, 1925, 1926, 1927, 1928, 1933, 1934, 1935, 1937, 1938, 1939 |
| Slavija         | 4        | 1929, 1930, 1932, 1936                                                             |
| Hajduk Sarajevo | 2        | 1920, 1940                                                                         |
| Sloga Sarajevo  | 1        | 1931                                                                               |

### Provincia
Con la formazione di nuove sottofederazioni, alcune località prima ricadenti sotto la giurisdizione di Sarajevo, vennero passate ad esse.

Nel 1932, con la nascita di quella di Kragujevac, Čačak ed Užice passarono ad essa.

Nel 1933 alcune piccole società a nord della banovina della Drina vennero aggregate a quella di Banja Luka.

Nel 1938, Trebinje, Bileća, Avtovac, Ljubinje, Gacko e Nevesinje passarono a quella di Cettigne.
I vincitori delle varie župe (parrocchie), si sfidavano per il titolo di campione provinciale. Quest'ultimo sfidava il vincitore della 1. razred, ovvero il girone della città di Sarajevo, per il titolo di campione della sottofederazione zagabrese.
| Stagione | Finale provinciale | Finale provinciale | Finale provinciale |  | Finale sottofederale | Finale sottofederale | Finale sottofederale |
| Stagione | Vincitore          | Finalista          | Ris.               |  | Vincitore            | Finalista            | Ris.                 |
| 1920     |                    |                    |                    |  |                      |                      |                      |
| 1920-21  |                    |                    |                    |  |                      |                      |                      |
| 1921-22  |                    |                    |                    |  |                      |                      |                      |
| 1922-23  | JŠK Mostar         | Krivaja Zavidovići | n.d.               |  |                      |                      |                      |
| 1923-24  | JŠK Mostar         | Krivaja Zavidovići | 6–2                |  |                      |                      |                      |
| 1924-25  | Vardar Mostar      | Krivaja Zavidovići | n.d.               |  | SAŠK                 | Vardar Mostar        | 7–1                  |
| 1925-26  | JŠK Mostar         | Solvay Lukavac     | n.d.               |  | SAŠK                 | JŠK Mostar           | 8–1                  |
| 1926-27  | Virtus Sjetlina    | JŠK Mostar         | n.d.               |  | SAŠK                 | Virtus Sjetlina      | 8–1                  |
| 1927-28  | Leotar             | Jadran Visoko      | 2–1                |  | SAŠK                 | Leotar               | 9–1                  |
| 1928-29  | Virtus Sjetlina    | Uskok Čapljina     | 4–1                |  | Slavija              | Virtus Sjetlina      | 10–0                 |
| 1929-30  | Virtus Sjetlina    | Uskok Čapljina     | 15–1               |  | Slavija              | Virtus Sjetlina      | 9–3                  |
| 1930-31  |                    |                    |                    |  |                      |                      |                      |
| 1931-32  |                    |                    |                    |  |                      |                      |                      |
| 1932-33  |                    |                    |                    |  |                      |                      |                      |
| 1933-34  |                    |                    |                    |  |                      |                      |                      |
| 1934-35  |                    |                    |                    |  |                      |                      |                      |
| 1935-36  |                    |                    |                    |  |                      |                      |                      |
| 1936-37  |                    |                    |                    |  |                      |                      |                      |
| 1937-38  |                    |                    |                    |  |                      |                      |                      |
| 1938-39  |                    |                    |                    |  |                      |                      |                      |
| 1939-40  |                    |                    |                    |  |                      |                      |                      |
| 1940-41  |                    |                    |                    |  |                      |                      |                      |